# Hebrew Union College-Jewish Institute of Religion
Lo Hebrew Union College-Jewish Institute of Religion (noto anche come  HUC, HUC-JIR, and The College-Institute) è una rete di seminari rabbinici e università ebraiche, con un'unica sede israeliana a Gerusalemme, e varie sedi negli Stati Uniti.
È la più antica rete di scuole teologiche esistente in America, e si occupa della formazione di rabbini, cantori, educatori ed operatori del Giudaismo riformato.
La sede di Gerusalemme è l'unica presente in Israele per la formazione del clero di questo movimento, che gestisce campus anche a Cincinnati, nell'Ohio, a New York City, a Los Angeles e in California.

## Storia

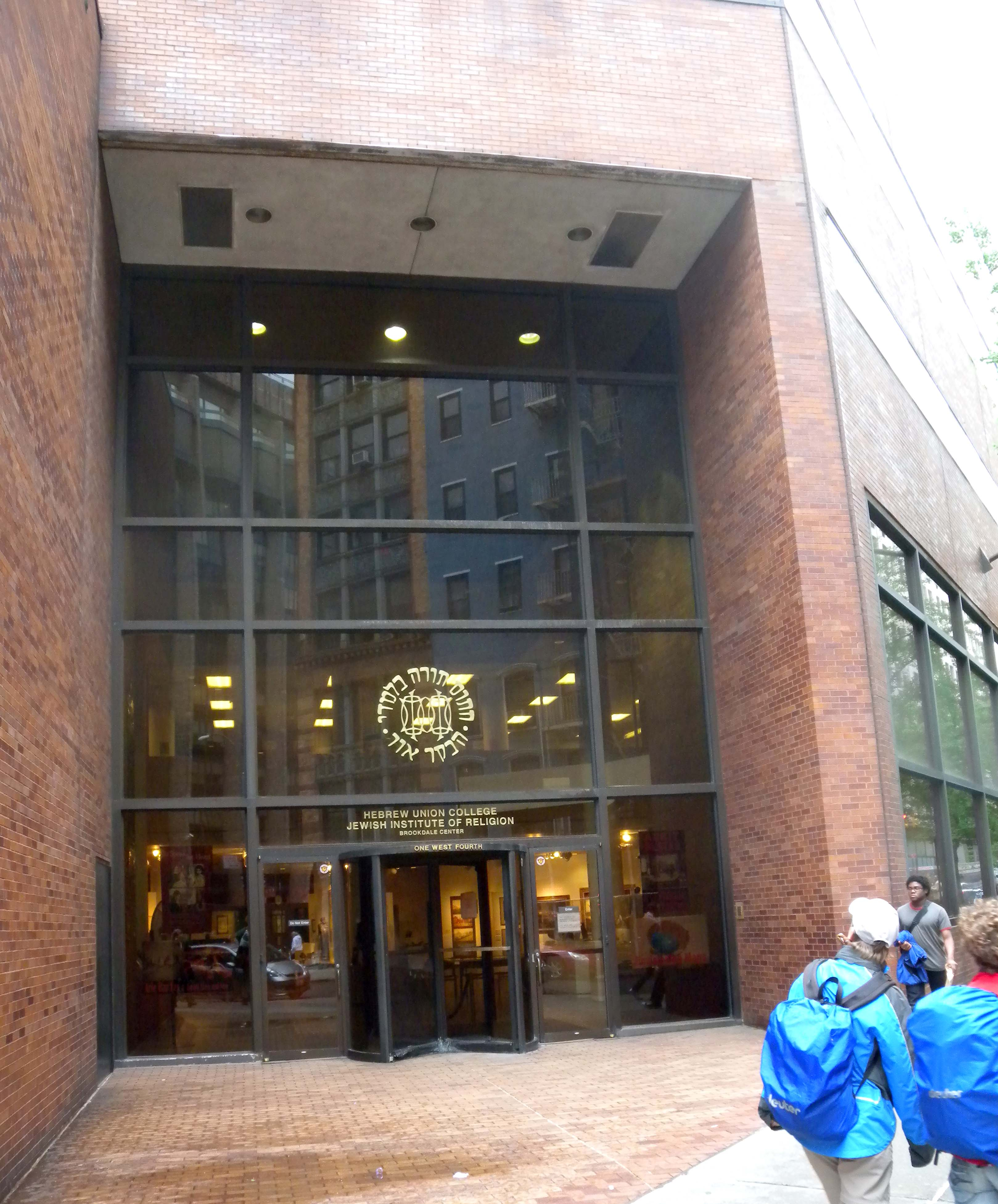
HUC, sede di Greenwich Village, New York

Fondato nel 1865 dal rabbino Isaac Mayer Wise, dalla fondazione al 1999, anno della morte, Jacob Ezekiel è stato segretario del direttivo, bibliotecario e tesoriere dell'istituto. La prima classe di rabbini completò gli studi nel 1883, ed in occasione della festa furono serviti alimenti non in regola col Kosher, fatto che contribuì al dibattito in corso fra i rabbini sull'attualità delle norme alimentari dell'Antico Testamento, e alla nascita negli Stati Uniti del movimento del Giudaismo conservatore, alternativo al Giudaismo riformato e al Giudaismo ortodosso.
Nel 1950, fu aperto un secondo campus a New York, a seguito dell'unificazione col Jewish Institute of Religion locale. Nel 1954 aprì la sede di Los Angeles, mentre nel 1963 sorse quella di Gerusalemme.

La sede di Los Angeles da 35 anni opera in cooperazione con l'Università della California del Sud. Da questo partenariato è nato il Center for Muslim-Jewish Engagement, pensatoio che promuove la condivisione di strumenti e conoscenze per il dialogo interreligioso e lo studio dei testi biblici a Los Angeles.
Al 2009, l'HUC-JIR Union si presenta come una rete internazionale di seminari e università che offre una varietà di programmi accademici e professionalizzanti: scuola rabbinica, musica sacra, archeologia biblica, un programma specifico per la formazione dei rabbini in Israele.

## Presidenti
Alla morte di Nelson Glueck, fu eletto sesto presidente il rabbino Alfred Gottschalk. Durante il suo mandato, crebbe il numero di campus, fu nominata la prima direttrice femminile di un coro del giudaismo riformato, furono ordinate le prime donne rabbino, rispettivamente negli Stati Uniti (Sally Priesand), ed in Israele (Naamah Kelmann).

Il settimo presidente fu il rabbino Sheldon Zimmermann nel 1996, cui succedette nel 2000 il rabbino David Hellenson.
Il rabbino Aaron D. Panken fu il dodicesimo presidente dell'istituto, eletto nel 2014. Esperto della letteratura del Giudaismo del Secondo Tempio, con interessi di ricerca sullo sviluppo storico delle nozioni e delle terminologie legali, rimase ucciso in un incidente aereo il 5 maggio 2018 mentre pilotava un velivolo Aeronca 7AC a singola elica al di sopra della valle del fiume Hudson, a New York.

## La scuola di musica sacra
La scuola di canto e musica sacra fu fondata nel 1947 a New York. Il corso ha una durata di 5 anni, il primo dei quali si svolge a Gerusalemme e i rimanenti quattro tra New York. Al quarto anno gli studenti divengono maestri di musica sacra, e l'anno seguente sono ordinati cantori, con la possibilità di una prima esperienza lavorativa al servizio di congregazioni di New York o aree limitrofe.
Le materie di studio coprono lo Shabbat, lo Yamim Noraim, la preghiera ebraica in stile nusach e liturgia riformata, musicologia e composizione, storia ebraica e testi sacri biblici e del midràsh, alcune materie professionalizzanti. A partire dal secondo anno, ogni studente prepara una piccola esibizione artistica che si conclude nell'ultimo anno con una recita, basata su un elaborato interdisciplinare.
Il 27 gennaio 2011, il rabbino David Ellenson preside dell'istituto annunciò che avrebbe intitolato la scuola di musica sacra alla memoria di Debbie Friedman, cantante americana e autrice di musica religiosa ebraica. Il cambio di nome fu attuato a partire dal 7 dicembre 2011.